# 긴날개무덤박쥐
긴날개무덤박쥐(Taphozous longimanus)는 대꼬리박쥐과에 속하는 박쥐의 일종이다. 방글라데시와 캄보디아, 인도, 인도네시아, 말레이시아, 미얀마, 스리랑카 그리고 태국에서 발견된다.

## 특징
몸길이는 7~9cm이다. 앞팔은 6cm이고, 날개 폭은 40cm이다. 암컷은 수컷보다 크다. 불그스레한 갈색을 띠며, 하체는 약간 연한 색을 띤다. 새끼는 회색빛을 보인다. 날개는 좁고 짙은 갈색을 띤다. 날개 주머니를 갖고 있다. 귀는 수직으로 곤두 서 있다. 꼬리 끝은 자유롭다. 털은 짧고, 촘촘하고 부드럽다. 수컷은 잘 발달된 인두낭을 갖고 있다.